# Main Brook
Main Brook is een plaats en gemeente (town) in de Canadese provincie Newfoundland en Labrador. De plaats bevindt zich in het noorden van het eiland Newfoundland.

## Geschiedenis
In de 19e eeuw vestigden de eerste Engelsen zich bij Main Brook. Pas in de jaren 1920 is er voor het eerst echt sprake van een nederzetting. Er werd toen een houtzagerij gebouwd, waardoor het uitgroeide tot een kleine houthakkersgemeenschap. De visserij, die voornamelijk gericht was op zalm, lodde, kabeljauw en haring, was een andere inkomstenbron voor de inwoners.
Eind jaren 1940 bouwde de Bowater Company er een grote houtopslagplaats, waardoor de plaats een bloei kende. De plaats Main Brook werd in diezelfde periode, namelijk in 1948, een gemeente met de status van rural district.
Eind de jaren 60 werd het grondgebied uitgebreid met het iets zuidelijker gelegen gehucht Burnt Village. In dezelfde periode verkreeg Main Brook de status van town.
In 1968 stopte de Bowater Company haar activiteiten, wat negatief was voor de lokale economie en mee aan de basis ligt van de bevolkingsdaling. In de 21e eeuw zijn de economische sectoren in Main Brook geëvolueerd naar het ecotoerisme, de jacht, de visserij en de mosselvangst.

## Geografie
Main Brook ligt op het Great Northern Peninsula, het 250 km lange schiereiland in het uiterste noorden van Newfoundland. Het plaatsje ligt aan de oostkust van dat schiereiland, aan de oevers van Hare Bay. Main Brook is bereikbaar via provinciale route 432 en ligt minder dan 10 km ten zuiden van het Ecologisch Reservaat Hare Bay Islands.
Zo'n 3 km ten zuiden van het dorpscentrum ligt het gehucht Burnt Village, dat deel uitmaakt van de gemeente Main Brook. Het volgende meest nabijgelegen buurdorp is Croque (45 inwoners), dat op een rijafstand van 27 km van Main Brook-centrum ligt. 

## Demografie
Demografisch gezien is Main Brook, net zoals de meeste kleine dorpen op Newfoundland, al decennia aan het krimpen. Tussen 1966 en 2021 daalde de bevolkingsomvang van 677 naar 246. Dat komt neer op een daling van 431 inwoners (-63,7%) in 55 jaar tijd.
| Demografische ontwikkeling van Main Brook tussen 1951 en 2021              |
| -------------------------------------------------------------------------- |
|                                                                            |
| Bron: Statistics Canada (1951–1986, 1991–1996, 2001–2006, 2011–2016, 2021) |